# Hirsch Szwarcberg
Hirsch Szwarcberg (także Schwartzberg, Schwarzberg; ur. 28 października 1907 roku w Wilnie – zm. 17 października 1987 roku w Aszdod) – żydowski działacz społeczny, ocalony z Holokaustu. Po wojnie w amerykańskiej strefie okupacyjnej w Berlinie przewodniczył ocalałym w Holocauście Żydom (jid. ‏בפרייטה יידין אויף ברלין‎). Był prezydentem Komitetu Centralnego Żydowskich Osób Przemieszczonych w Berlinie (ang. Central Committee of Jewish Displaced Persons)‬‬. Zarządzał dwoma sąsiadującymi obozami dla osób przemieszczonych (tzw. Dipisów, od ang. displaced persons – osoby przemieszczone), które znajdowały się w dzielnicach Düppel oraz Mariendorf w Berlinie. Według wspomnień świadka, w trakcie pełnienia przez Schwartzberga funkcji przewodniczącego Komitetu, nie dochodziło w obozach do przemocy ani buntów.
Poza nim samym, jego żoną oraz synem, cała rodzina Schwartzbergów została zamordowana podczas drugiej wojny światowej i niemieckiego ludobójstwa na europejskich Żydach. Hirsch Schwartzberg wraz z żoną i synem byli ulokowani w wileńskim getcie. We wrześniu 1943 roku, zaledwie na kilka dni przed końcową likwidacją getta, wraz z kilkuset innymi żydami udało im się uciec przed zagładą dzięki uzyskaniu pozwolenia na pracę w pośpiesznie rozszerzonym obozie pracy przymusowej HKP 562, oficera Wehrmachtu Karla Plagge, na ulicy Subocz (lit. Subačiaus) w Wilnie. Chociaż wskaźnik przeżycia był wyższy niż w zlikwidowanym wileńskim getcie, Plagge oraz jego bardziej życzliwi oficerowie nie mogli zapobiec dalszemu przebiegowi wydarzeń. Większość żydowskich pracowników obozu HKP zostało potem zabitych w głównej mierze przez ukraińskie oraz estońskie oddziały SS w lipcu 1944 roku, przed wkroczeniem Armii Czerwonej do Wilna. Ukrywającemu się wraz z żoną i synem Schwartzbergowi udało się uciec przed likwidacją. 
Dla Schwartzbergów oraz innych Żydów, którzy przeżyli Holocaust, późniejsza sowiecka okupacja była wyzwoleniem. Przed niemiecką inwazją Wilno było w większości polskim oraz żydowskim miastem – po ludobójstwie na Litwie wileńska społeczność żydowska, do której należał również Schwartzberg, przestała istnieć. W związku z tym po powrocie do zdrowia oraz przesunięciu się Armii Czerwonej w stronę zachodu i Berlina, zdecydował się wraz z rodziną opuścić Wilno. Schwartzberg wyjechał na zachód, najpierw do Szczecina, a trzy tygodnie później, po niemieckiej kapitulacji, do Berlina. Dodatkowym czynnikiem mającym wpływ na decyzje Schwartzberga by opuścić jego rodzinne Wilno była próba uniknięcia przymusowego przesiedlenia na wschód. Przesiedlenie przez Sowietów dotknęło wiele osób na Litwie, łącznie z Żydami, którzy przeżyli Holokaust. Z tego też powodu, po przyjedzie do wschodniego Berlina Schwartzberg skłamał, podając jako swoje miejsce urodzenia Łódź w Polsce. Sowieci w tym czasie mieli zwyczaj repatriować ludzi z krajów bałtyckich. Często też wysyłali ich dalej na Wschód. Stąd Schwartzberg zastosował środek ostrożności nie podając prawdziwego miejsca urodzenia swojej żony ani dziecka. W lutym 1949 roku Schwartzberg wraz żoną i synem wyemigrował do Stanów Zjednoczonych.